# Adrian Pârvu
Adrian Pârvu (n. 26 august 1990, Craiova) este un fotbalist român, legitimat la clubul Gloria Bistrița.